# Dẻ Quảng Nam
Dẻ Quảng Nam (danh pháp: Lithocarpus quangnamensis) là một loài thực vật có hoa trong họ Cử. Loài này được A.Camus mô tả khoa học đầu tiên năm 1944.